# Pyrausta unipunctata
Pyrausta unipunctata là một loài bướm đêm trong họ Crambidae.